# Lophornis verreauxii
Lophornis verreauxii (колібрі-кокетка зеленолобий) — вид серпокрильцеподібних птахів родини колібрієвих (Trochilidae). Мешкає в Південній Америці. Вид названий на честь французького орнітолога Жюля Верро. Раніше вважався конспецифічним з рудохвостим колібрі-кокеткою.

## Опис
Довжина птаха становить 7,5-9,1 см. У самців голова темно-зелена, на тімені у них помітний зелений чуб з червоним кінчиком, на щоках довгі зелені "вуса" з білими кінчиками. Спина зелена з золотистим відблиском, надхвістя і верхні покривні пера хвоста темно-руді, на надхвісті біла смуга. Нижня частина тіла переважно зелена, стегна білі. Хвіст темно-бордовий.
У самиць чуб і "вуса" відсутні, на щоках є білуваті плями. Верхні покривні пера хвоста менш яскраві, груди мають золотистий відблиск. Представники підвиду L. v. klagesi є більш темними, ніж представники номінативного підвиду, їх верхні покривні пера хвоста бронзово-оливкові, а хвіст бронзово-зелений.

## Підвиди
Виділяють два підвиди:
- L. v. verreauxii Bourcier, 1853 — від східної Колумбії до центральної Болівії і північно-західної Бразильської Амазонії;
- L. v. klagesi Berlepsch & Hartert, EJO, 1902 — басейн річки Каура у венесуельському штаті Болівар.

## Поширення і екологія
Довгочубі колібрі-кокетки мешкають в Колумбії, Еквадорі, Перу, Болівії, Бразилії і Венесуелі. Вони живуть у вологих тропічних лісах, в галерейних лісах і в прибережних заростях на берегах річок, що ростуть на піщаних ґрунтах. Зустрічаються на висоті від 100 до 1000 м над півнем моря. Живляться нектаром квітів, а такрж комахами, яких ловлять в польоті або збирають з рослинності.